# Хызыр-бей Хамидид
Бедрюддин Хызыр-бей Хамидид (тур. Hızır Bey) — правитель бейлика Хамидогуллары, сын Исхака-бея.

## Биография
Хызыр-бей был средним сыном Исхака-бея и внуком Дюндара-бея. При жизни деда Хызыр правил в старой столице бейлика, Улуборлу. Примерно в 1326 году Дюндар-бей был казнён Тимурташ за неповиновение ильхану, но вскоре после этого сам Тимурташ восстал против ильхана и сбежал в Каир. Отец Хызыра, Исхак, в 1327 году отправился к мамлюкскому султану, желая отомстить за отца. Хызыр стал править вместо Исхака и от его имени в Эгридире.  В 1328 году, когда после казни в Каире Тимурташа Исхак вернулся в Эгридир, временное правление Хызыра закончилось и он опять стал править в Улуборлу. Передавая слова шейха Хейдара, покинувшего Анатолию в 1333 году, Аль-Умари писал, что Хызыр сын Дюндара имел армию из около 40 000 солдат. 
Исхак бей умер до 1335 года и Хызыр-бей во второй раз стал править в Эгридире. В этот период Хызыр-бей построил хаммам и медресе, а также мечеть Хызыр-бея в Ыспарте. Мечеть Хызыр-бея все ещё стоит, медресе разрушено частично , а хаммам разрушен  полностью.
Остаток жизни Хызыр посвятил научной и религиозной деятельности, он был религиозным и добродетельным человеком. В 756 (1364/65) году Хызыр-бей совершил хадж. Когда он отправился в Хиджаз, он встретил шейх-аль-ислама Бердая из Самарканда и пригласил его в Эгирдир. После того, как шейх Бердай вернулся в Самарканд из хаджа, он взял своих шестнадцать сыновей, дочь и тридцать дервишей и приехал в Эгирдир. Хызыр поселил его рядом с Эгридиром, в Язле.  Как следует из надписи Куббели Масджид, которая возведена в 770 (1368/69) году, Хызыр-бей умер за некоторое время до строительства тюрбе Баба-Султан, возведённого в 1358/59 году. 
У Хызыра был сын, Ибрагим-бей, который при жизни отца правил в Улуборлу, а во время паломничества отца управлял всем бейликом. Однако к моменту смерти Хызыра Ибрагима не было в живых, и Хызыр оставил управление княжеством Хусамеддину Ильясу-бею, сыну своего племянника Мустафы.